# روبرت دوغلاس هيتون
روبرت دوغلاس هيتون هو سياسي أمريكي، ولد في 1 يوليو 1873، وتوفي في 11 يونيو 1933 في آشلاند في الولايات المتحدة. نشط حزبياً في الحزب الجمهوري. وقد انتخب عضو مجلس ولاية بنسيلفانيا ‏ وانتخب عضو مجلس النواب الأمريكي ‏.